# Penderecki Glacier
Penderecki Glacier är en glaciär i Antarktis. Den ligger i Sydshetlandsöarna. Argentina, Chile och Storbritannien gör anspråk på området. Penderecki Glacier ligger 156 meter över havet.
Terrängen runt Penderecki Glacier är lite kuperad. Havet är nära Penderecki Glacier åt sydväst. Trakten är glest befolkad. Närmaste befolkade plats är Commandante Ferraz Station, 12,4 kilometer nordväst om Penderecki Glacier. 